# Стамболово (Софийска област)
Вижте пояснителната страница за други населени места с името Стамболово.
 За другите български села с това име вижте Стамболово.
Стамболово е село в Западна България. То се намира в Община Ихтиман, Софийска област.

## География
Село Стамболово се намира в планински район. То е разположено на 4 km южно от град Ихтиман, в полите на Черни рид, част от Ихтиманска Средна гора. На изток се намират село Мирово и връх Еледжик. На север е Белишката планина. На запад – местността Оташлия, а недалеч са селата Черньово и Полянци. На юг от Стамболово, през Черни рид минава път, който го свързва с Пчелински минерални бани. В близост до селото преминава ж. п. линията София – Пловдив. Недалеч е автомагистрала „Тракия“.
Климатът е континентален, с типичните четири сезона. Характерни за Ихтиманската котловина са мъглите и ранните слани през есента. От запад на изток котловината се прекосява от река Мътивир, приток на Тополница.
Почвите са сиви горски, блатни (ливадни) и кафяви. При правилна обработка и наторяване се получават високи добиви пшеница. Засаждат се зърнени култури, картофи, фасул, цвекло. От горските дървета преобладават дъб, бук и габър.

## История
Недалеч от Стамболово е прочутата крепост „Траянови врата“. Тя е издигната в защита на Суки – важен проход на пътя Сердика – Филипопол, известен днес като Момин проход. Освен прочутата каменна арка се издигат високи укрепления с кули и бойници. Там денонощно са бдели най-доверените стражници. Жителите от околността са ползвани за поддръжка на бойниците, доставяне на храна и за установяване на връзка с пътната римска станция Егерика, наречена по-късно Хелице, построена на Траяновия друм. В района на крепостта, на 16 август 986 г. войската на българския цар Самуил разбива армията на византийския император Василий II.
На изток от селото, в Кюйдере са намерени останки от тухли и парченца глинени съдове, което доказва, че в далечното минало там са живели хора. На запад от кладенчето за вода в дерето има следи от черква. Над него се намира стръмното връхче „Калето“ със западен дувар на самия връх, с водопровод от глинени тръби от местността Кюнците, под връх Каракос на Черни рид. По пътя към Долнобанското поле и Пчелински бани има останки от околовръстен ров за укрепление.
В местнастта Асара – бѝло на Черни рид, на запад от селото са останали следи от стари обитатели. На поляна в източния край се намират следи от черква. Самата поляна е подравнена от човешка ръка. По западния склон се спуска път, наречен „Бачолу“, който води към старото селище с име Оташлия.
По време на османската власт селото се нарича Каба Ампе или Каба Аплии. По свидетелства на местни жители в него до 1805 г. не е имало българско семейство. Заселниците са заварили само Дели Милчо – ратай на турците.
Около 1810 – 1812 г. минават черкези, кърджалии, които опожаряват до основи съседните села Оташлия и Вържебара. В Каба Аплии се заселват семейства от изгорените села, а също преселници от Горна и Долна Василица, Очуша, Горно Вършило, Вакарел, Самоков, Черньово, Боерица, Ветрен.
След Освобождението селото попада в Източна Румелия. През 1890 г. е прекръстено на Стамболово в чест на Стефан Стамболов. На 21 октомври 1891 г. той присъства на освещаването на училищната сграда и църквата, като дарява църковната камбана.
През 1951 г. селото се преименува на Бодрово, на името на съветския посланик Михаил Бодров. Така остава до 1991 г., когато се възстановява името Стамболово.

## Редовни събития
- Всяка година на 6 май, Гергьовден, на храмовия празник на църквата в Стамболово, се чества празникът на селото, като се прави курбан за всички жители и гости.

## Галерия
- Снимки от с. Стамболово
- Изглед от входа на селото
- Паметник на падналите през войните

й